# Normétal
Normétal es un municipio canadiense situado en la provincia de Quebec.

## Superficie
Normétal tiene una superficie de 55,25 km².

## Demografía
En 2021, tenía 778 habitantes, una densidad poblacional de 14,1 hab./km², y 378 viviendas.